# 普耶韋國家公園

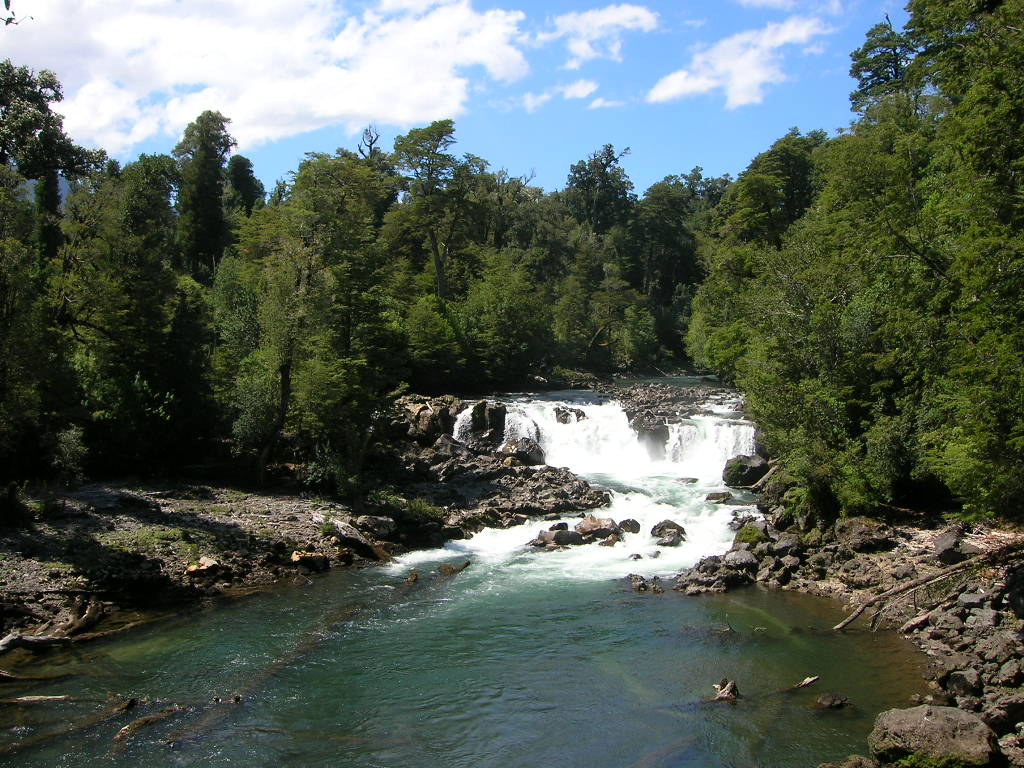

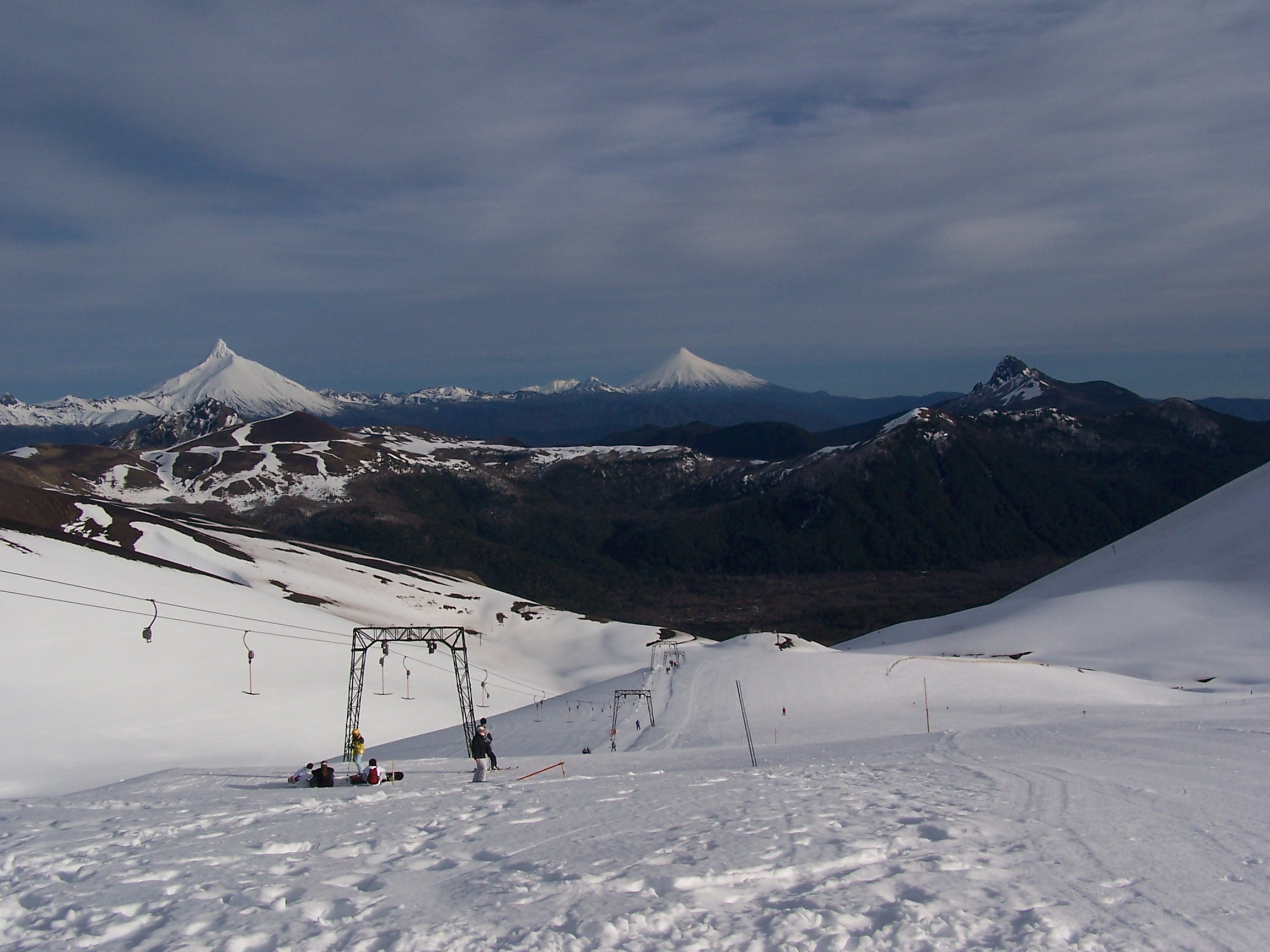

普耶韋國家公園是智利的國家公園，位於該國中部，由河大區和湖大區負責管轄，距離奧索爾諾50英里，成立於1941年，面積1,070平方公里。

## 外部連結
- CONAF: Parque Nacional Puyehue
- Landscape Scenes and Plants （页面存档备份，存于）
- Official Site
- Informational Site

40°38′56″S 72°05′04″W / 40.64889°S 72.08444°W